# Nhâm (Thiên can)
Nhâm là một trong số 10 can của Thiên can, thông thường được coi là thiên can thứ chín. Đứng trước nó là Tân, đứng sau nó là Quý.
Về phương hướng thì Nhâm chỉ phương chính bắc. Theo Ngũ hành thì Nhâm tương ứng với Thủy, theo thuyết Âm-Dương thì Nhâm là Dương.
Thiên can gắn liền với chu kỳ sinh trưởng của thực vật. Nhâm chỉ hạt quả (trái) cây được phát tán rộng rãi khắp nơi, bắt đầu chuẩn bị nảy mầm.
Năm trong lịch Gregory ứng với can Nhâm kết thúc là 2. Ví dụ 1972, 1982, 1992, 2002, 2012, 2022 v.v.

## Các can chi Nhâm
- Nhâm Tý
- Nhâm Dần
- Nhâm Thìn
- Nhâm Ngọ
- Nhâm Thân
- Nhâm Tuất